# Carl Ludwig Giesecke
Carl Ludwig Giesecke, född 6 april 1761 i Augsburg, död 5 mars 1833 i Dublin, var en tysk skådespelare, författare och mineralog.

## Biografi
Giesecke studerade naturvetenskap vid olika tyska universitet, var 1790–1804 skådespelare i Wien, där han även skrev några dramatiska arbeten (han uppgavs förr ha varit ursprungsförfattaren till librettot till operan "Trollflöjten"; detta anses numera vara felaktigt).
Sommaren 1805 företog han från Köpenhamn en mineralogisk resa till Färöarna och året därpå påbörjade den viktigaste gärningen i sitt liv, en mineralogisk resa på Grönland, som i detta avseende då var helt outforskat. Resan genomfördes på bekostnad av Kongelige grønlandske Handelsdirektion, och varade, delvis på grund av svåra kommunikationsförhållanden till följd av kriget mot England, i sju och ett halvt år (1806–1813). Vistelsen på Grönland var av samma anledning besvärlig, men inte desto mindre lyckades Giesecke att tämligen utförligt undersöka hela den koloniserade den av västkusten från Kap Farvel till Upernavik.
Huvudresultaten från denna resa finns dels i den av honom till den grönländska handelsdirektionen avlämnade dagboken (på tyska), som utgavs av Frederik Johnstrup först långt efter hans död ("Gieseckes mineralogiske rejse i Grønland", 1878) och senare "Meddelelser om Grønland", 35, 1910, i vilken även ingår en utförlig biografi och bibliografi, dels i hans betydande mineralogiska samlingar, vilka till största delen hamnade i Köpenhamn. 
Efter återkomsten från Grönland vistades Giesecke i Edinburgh, där en del av hans samlingar som hemsänts med ett av britterna kapat skepp, redan hade fått vetenskaplig uppmärksamhet. År 1814 utnämndes han till professor i mineralogi i Dublin, en befattning vilken han behöll fram till sin död, och där han huvudsakligen ägnade sig åt mineralogisk undersökning av norra Irland. De samlingar som sänts till Danmark ordnade han under kortare vistelser i Köpenhamn 1814 och 1817–1818.

## Utmärkelser
- Riddare av Dannebrogorden,  1814[5]
- Kommendör av Dannebrogorden,  1818[5]

[Redigera Wikidata]